# Слободан Шнајдер
Слободан Шнајдер (Загреб, 8. јул 1948) хрватски је драмски писац, прозаиста, теоретичар и публициста.

## Биографија
Дипломирао је филозофију и англистику на Филозофском факултету у Загребу. Био је суоснивач и уредник театролошког часописа Пролог, те уредник едиције издавачке куће Цекаде (Центар за културну дјелатност омладине, Загреб). Новеле, есеје и позоришне комаде објављује од 1966. године. Од јануара до јуна 1993. био је колумниста дневника Глас Славоније (Почетница за меланколике), а од 1994. до 2013. ријечког  Новог листа (Опасне везе).
Избор политичких колумни које је писао у ријечком Новом листу од 1994. до 1999. објавио је у књизи Кардинална грешка, а од 1999. до средине 2004. у књизи Умријети под звијездом. Колумне, као и драме, имају својих поштоваоца и опонената.
Од 2001. до 2004. био је равнатељ Загребачког казалишта младих. Чест је сарадник 3. програма Хрватскога радија. Свој први роман „Морендо„ објавио је 2012.

## Важније праизведбе
Прва професионална изведба била је „Миниголф“ 1968, у тадашњем Загребачком драмском казалишту (данас Драмско казалиште Гавела) у режији Дина Радојевића.
У загребачком Хрватском народном казалишту праизведена су три његова дјела, „Камов, смртопис“ 1978. и „Држићев сан“ 1980. у режији Љубише Ристића, те 2003. „Невјеста од вјетра“ у режији Ивице Бобан. „Камов, смртопис“ изведен је 2003. у Загребачком казалишту младих у режији Бранка Брезовца. „Думанске тишине“ иду у ред његових извођенијих текстова: Вараждин, Битољ (режија Владимир Милчин), Загреб, Ријека (режија Златко Свибен), Нови Сад (режија Мира Ерцег).
Његова драма која је до данас предмет жестоких спорења „Хрватски Фауст“ имала је хрватску праизведбу на Сплитском љету 1982. у режији Дина Радојевића, да би потом била изведена у Југословенском драмском позоришту у режији Слободана Унковског. Шнајдеров „излазак у свијет“ почео је годином 1987. и управо тим текстом – кад је Роберто Ћули у Театер ад Рур поставио његову драму „Хрватски Фауст“, одигравши је око 100 пута у њемачким земљама, Европи и САД. Посљедња представа у како-тако редовном низу била је „Баухаус“, ЗКМ, режија Паоло Мађели, почетак 1990.
У 1990-има искључен је из хрватског позоришта политичком репресијом и његове драме нису игране до јесени 1999. кад је у вараждинском Хрватском народном казалишту Петар Вечек поставио постсоцијалистички гран-гињол „Код Бијелог лабуда“. Како се политичка забрана није дала протегнути на Европу, управо су у том раздобљу многи његови текстови играни изван домовине, од Ирске до Израела: „Хрватски Фауст“ (1993. у бечком Бургтеатру, режија Ханс Холман); „Змијин свлак“ (Тибинген, праизведба коју је режирао Манфред Вебер), Милхајм (Роберто Ћули), Франкфурт на Мајни, Вероли/Рим (режија Петар Вечек, на језику изворника), Осло, Копенхаген, Беч, Варшава, Краков, Даблин, Београд); „Утјеха сјеверних мора“ (Франкфурт на Одри, праизведба на њемачком, режија Михаел Функе, "Невјеста од вјетра" (Бохум, на њемачком, у режији Вернера Шретера). Милош Лазин поставио је Шнајдерову драму „Инес & Денис“, насталу у нарочитој сурадњи писца и редитеља, праизвевши је у Сарајеву 1997. Исте године драма је имала француску премијеру у Вилнев лез Авињон.
Драма „Пето еванђеље“, писана према дневнику Илије Јаковљевића „Концлогор на Сави“, изведена је у двије верзије: њемачкој (Театер Кампнагел, Хамбург), те хрватској (Загреб, ЗКМ), обје 2004, у режији Бранка Брезовца.
Праизведба драме „Кости у камену“, према неким елементима политичке биографије Јосипа Броза Тита, изведена је на македонском у Битољу, у режији Бранка Брезовца, 2007. године. Текст "Моја драга Тила!", писан за лутке поставила је 2010. Круна Тарле, у копродукцији Загребачког казалишта лутака и берлинске луткарске академије ХфС Ернст Буш, која је своју њемачку верзију истог наслова праизвела у Леверкузену и Берлину. Праизведбу „Енциклопедије изгубљеног времена“ у Вараждину (2011) као и праизведбу „Како је Дунда спасила домовину“ у Пули (Истарско народно казалиште, 2012), режирала је Сњежана Бановић.

## Награде и признања
У јануару 2010. за црну комедију „Енциклопедија изгубљеног времена“ добио је признање за најбољи драмски текст инспирисан дјелом и животом Данила Киша, на основу такмичења Краљевског позоришта Зетски дом са Цетиња, објављеног на цјелокупном простору бивше Југославије.
Добитник је Гавелине награда за драму (СФРЈ) и троструки Држићеве награде (РХ). Добио је почасни докторат Универзитета за аудиовизуелне умјетности ЕСРА са сједиштем у Скопљу 2011. године.
Добио је 2016. регионалну награду „Меша Селимовић” (Тузла) за роман Доба мједи.
- Награда Бранко Гавела за драму Хрватски Фауст (1982)
- Награда Марин Држић за драму Кости у камену (2006)
- Награда Марин Држић за драму Како је Дунда спасила домовину (2008)
- Награда Марин Држић за драму Енциклопедија изгубљеног времена (2009)
- Признање Краљевског позоришта Зетски дом са Цетиња, за најбољи драмски текст инспирисан дјелом и животом Данила Киша, објављен на цјелокупном простору бивше Југославије, за комедију “Енциклопедија изгубљеног времена” (2010)
- Почасни докторат Универзитета за аудиовиозуалне умјетности ЕСРА у Скопју (2011)
- Награда Меша Селимовић за роман Доба Мједи (2016)
- Награда Радомир Константиновић за роман Доба Мједи (2016)
- Награда Кочићево перо за роман Доба Мједи (2016)
- Награда роман@тпортал.хр за роман Доба Мједи (2016)
- Награда Мирко Ковач за роман Доба Мједи (2016)
- Награда Вишња Макиедо за најбоље књижевно-есејистичко дело написано на хрватском језику за књигу есеја "Умријети у Хрватској" (2019)